# Dassault Mercure
Dassault Mercure – francuski samolot pasażerski, wyprodukowany przez Dassault Aviation. Wyprodukowano 12 egzemplarzy samolotu.

## Historia

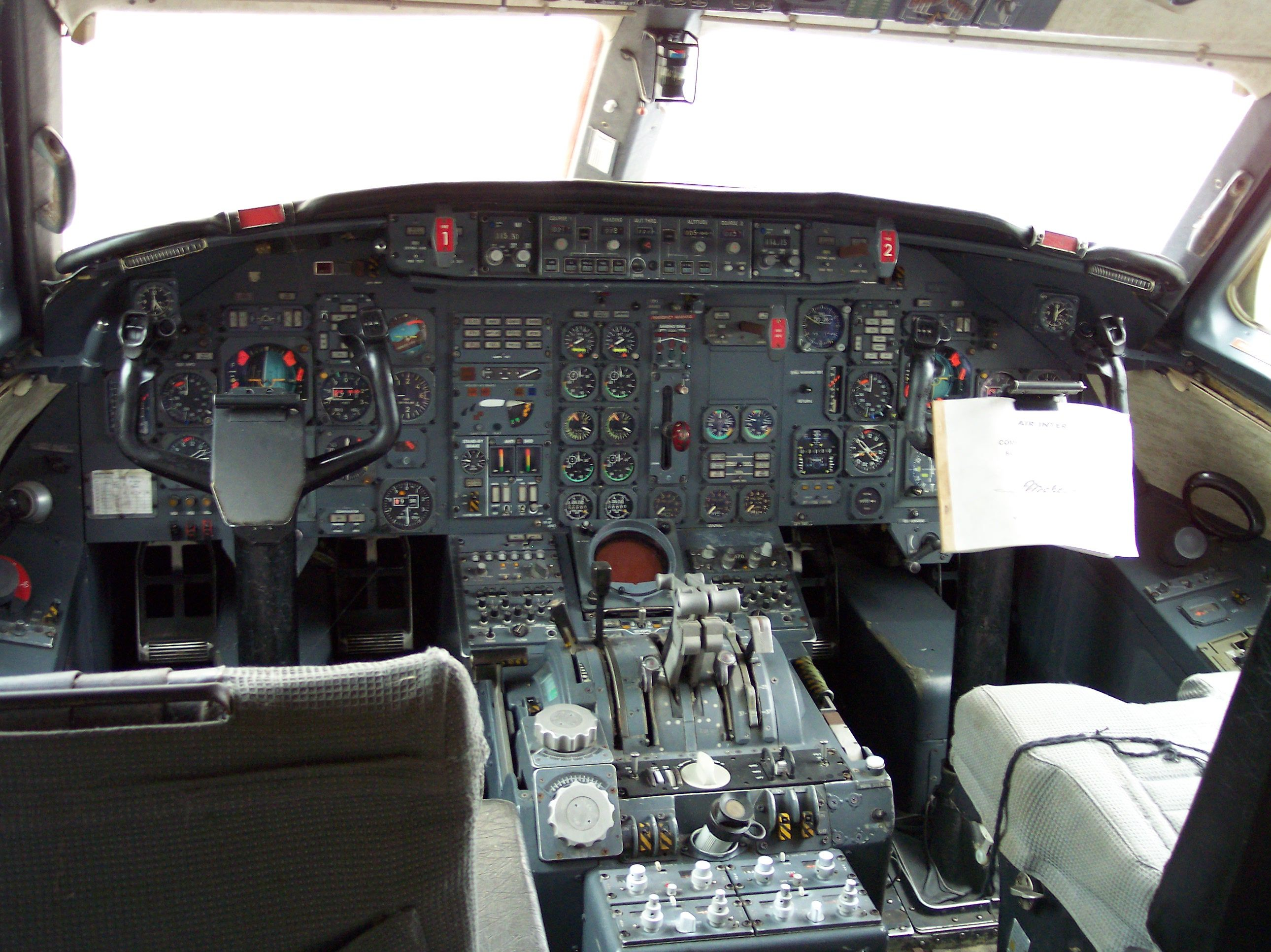
Kabina pilotów

W 1967 roku francuska wytwórnia, znana głównie z produkcji samolotów wojskowych rozpoczęła pracę nad cywilnym samolotem pasażerskim o średnim zasięgu. Program budowy dwóch latających prototypów, dwóch płatowców do naziemnych prób statycznych, homologacji i przygotowań do rozpoczęcia produkcji seryjnej został dofinansowany przez rząd francuski. Pierwszy latający prototyp, napędzany silnikami Pratt & Whitney JT8D-11 z cywilną rejestracją F-WTCC wzbił się po raz pierwszy w powietrze 28 maja 1971 roku. Drugi prototyp z docelowymi silnikami Pratt & Whitney JT8D-15 i numerze rejestracyjnym F-WTMD oblatano 19 lipca 1973 roku. Do programu budowy samolotu włączyły się również włoska Aeritalia, która odpowiedzialna była za produkcję usterzenia ogonowego oraz tylnej części kadłuba, belgijska SABCA, która wytwarzała klapy, lotki, spojlery oraz hamulce aerodynamiczne, hiszpańska CASA produkująca przednie, dwa segmenty kadłuba i szwajcarska firma F+W Emmen wytwarzająca elementy gondoli silnikowych. W lutym 1972 roku dołączyła kanadyjska firma Canadair, która wzięła na siebie produkcję elementów klap noskowych, segmentów skrzydeł i wysięgników gondoli silnikowych. Po otrzymaniu homologacji 12 lutego 1974 roku, zamówienie na 10 sztuk samolotu złożyły francuskie linie lotnicze Air Inter, było to pierwsze i ostatnie zamówienie na ten typ samolotu. Bardzo silna konkurencja ze strony samolotów Boeing 737 oraz DC-9 zdecydowała o zaprzestaniu produkcji francuskiego modelu. 29 kwietnia 1995 roku, dwa ostatnie Dassault Mercure wykonały ostatni lot komercyjny w barwach swojego jedynego użytkownika. Po wylataniu 360 000 godzin, przewiezieniu 44 milionów pasażerów i odbyciu 440 000 lotów samoloty bez żadnych wypadków zakończyły swoją pasażerską karierę.

## Wersje

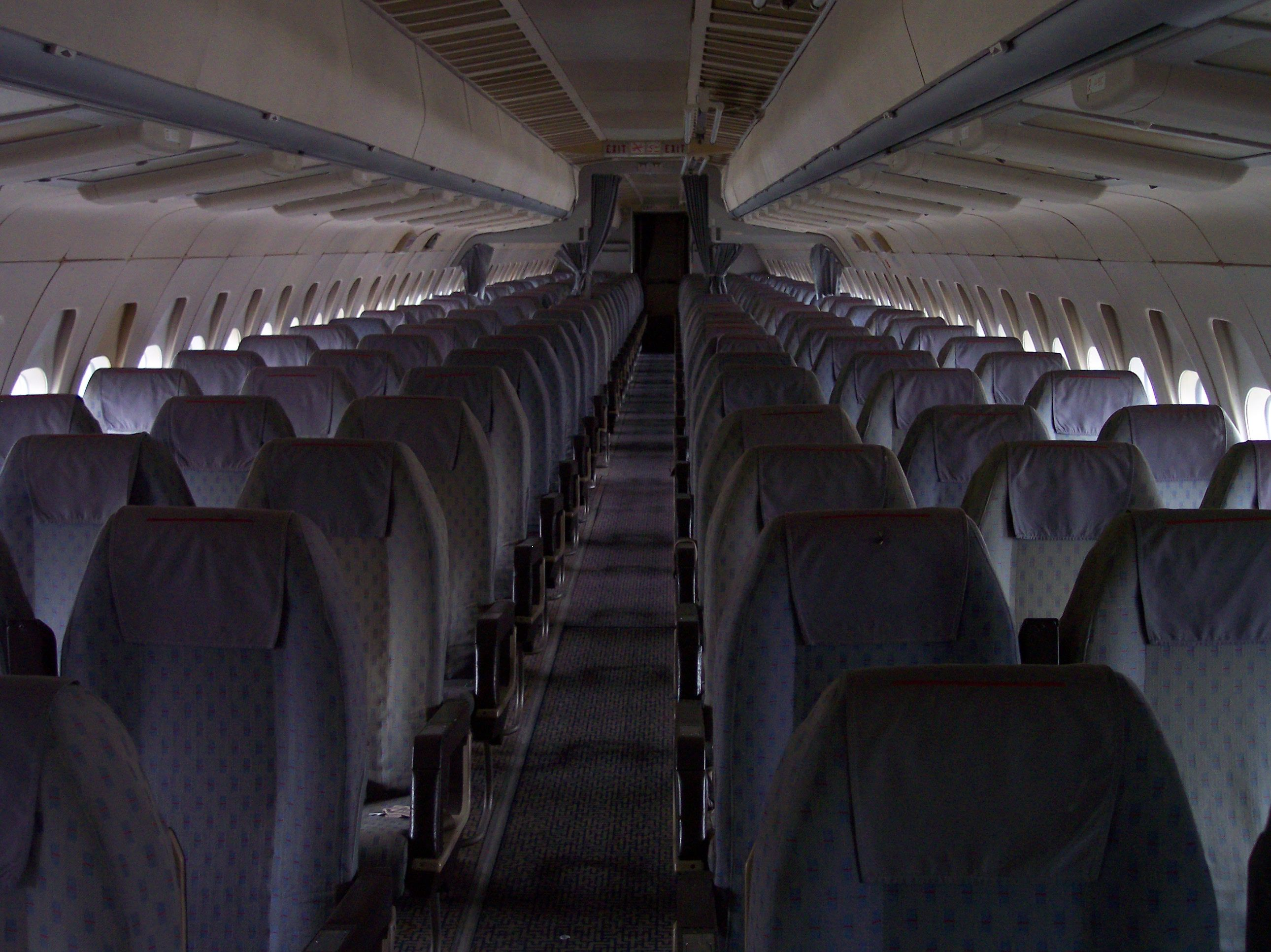
Kabina pasażerska

Pomimo braku dalszych zamówień, Dassault Aviation planowało we współpracy z amerykańską firmą McDonnell Douglas stworzyć następcę Mercure i jednocześnie DC-9. Prace nad nową wersją oznaczoną wstępnie jako Mercure 200 rozpoczęto w 1975 roku. Samolot miał mieć kadłub swojego poprzednika, wydłużony o 6 metrów, nowe silniki turbowentylatorowe General Electric (SNECMA CFM56) oraz dwuszczelinowe klapy. Program modernizacji został anulowany.

## Konstrukcja
Dassault Mercure był dwusilnikowym, wolnonośnym dolnopłatem o konstrukcji całkowicie metalowej. Hermetyzowany ciśnieniowy kadłub o półskorupowej konstrukcji. Podwozie trójpodporowe z przednim podparciem chowane w locie. Usterzenie klasyczne.